# Caló d'en Monjo
El caló d'en Monjo és una petita platja verge envoltada de penya-segats situada entre sa Llobassa i l'Olla, al terme municipal de Calvià, Mallorca. Confronta amb els municipis de Calvià i Andratx.
Té 15 metres de llargada per 4 d'amplada.
Té forma de rectangle i la cala és petita, on desemboca un torrent. Els penya-segats són d'altura mitjana. Els pins envolten aquest entorn natural i els còdols i la grava componen el substrat del talús del Caló.